# Tk (programari)
Tk és un conjunt d'eines d'útils multiplataforma gratuït i de codi obert que proporciona una llibreria d'elements bàsics dels ginys GUI per crear una interfície gràfica d'usuari (GUI) en molts llenguatges de programació.
Tk proporciona una sèrie d'utilitats habitualment necessàries per a desenvolupar aplicacions d'escriptori, com ara botó, menú, llenç, text, marc, etiqueta, etc. Tk s'ha portat per a funcionar a la majoria de versions de Linux, Mac OS, Unix i Microsoft Windows. Igual que Tcl, Tk admet Unicode dins del pla multilingüe bàsic, però encara no s'ha estès per gestionar l'Unicode complet estès actual (per exemple, UTF-16 de l'UCS-2 que suporta Tk).
Tk va ser dissenyat per ampliar-se i hi ha una àmplia gamma d'extensions disponibles que ofereixen nous ginys o altres capacitats.
Des de Tcl/Tk 8, ofereix "aspecte natiu" (per exemple, els menús i botons es mostren a la manera de programari "natiu" per a qualsevol plataforma determinada). Els aspectes més destacats de la versió 8.5 inclouen un nou motor de temàtica, originalment anomenat Tk Tile, però ara es coneix generalment com "Tk temàtic", així com una representació de fonts millorada. Els aspectes més destacats de la versió 8.6 inclouen suport PNG i text en angle.